# 襄城县
襄城县是中华人民共和国河南省许昌市下辖的一个县。古称氾城。面积920平方公里，总人口約83万人。县政府驻城关镇烟城东路。

## 历史
周襄王避王子带之亂，居於此，后筑城，秦代置襄城县。五代时，後梁皇帝朱温的父亲名朱诚，避諱“诚”及其同音字，曾改为襄县。后复名。1949年以后归属许昌地区。1986年2月，划为平顶山市辖县。1997年8月又回到许昌市。
秦代设县，属颍川郡。治所即今河南襄城县。（史为乐等：《中国历史地名大辞典》增订本，北京：中国社会科学出版社，2005年3月）
《史记·项羽本纪》记载：“项梁前使项羽别攻襄城，襄城坚守不下”，【正义】许州襄城县。（司马迁：《史记》，北京：中华书局，2014年8月）
《读史方舆纪要》记载：“汜城，在今开封府襄城县城南。春秋郑汜地，谓之南汜。秦为襄城县，属颍川郡。二世二年（前208），项梁使项羽别攻襄城，是也。汉亦置县于此”。（顾祖禹撰，贺次君、施和金点校：《读史方舆纪要》，北京：中华书局，2005年3月）

## 行政区划
襄城县下辖10个镇、6个乡：
城关镇、颍桥回族镇、麦岭镇、颍阳镇、王洛镇、紫云镇、库庄镇、十里铺镇、山头店镇、汾陈镇、湛北镇、茨沟乡、丁营乡、姜庄乡、范湖乡和双庙乡。

## 人口
根据(河南省)许昌市第七次全国人口普查公报显示：全县常住人口为674832人。
2010年，全县总人口83万人。

## 经济

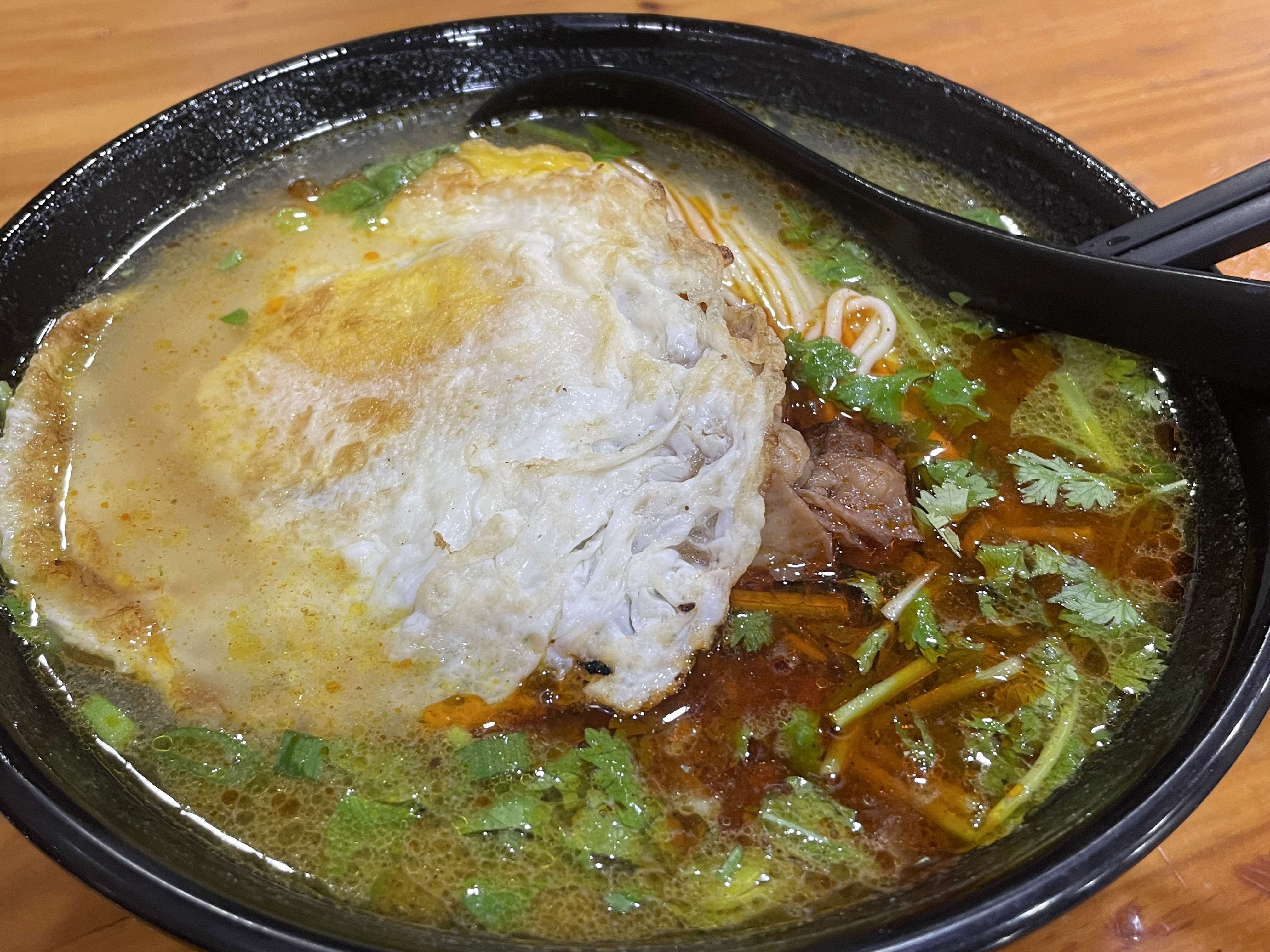
上海一家河南拉面店的红烧牛肉面

2018年在中部六省各县中综合实力排第69位，有煤炭、烟草、大豆等特色物产，主导产业为新能源、装备制造、服装制鞋及卫生用品等，另有高纯硅材料、单晶硅电池片、电子级多晶硅等新兴产业。
1990年代起，本县有大量人口在十里铺镇付家庄崔陈义的影响下前往上海开设河南拉面面馆。上海的“河南拉面”以河南牛肉面为基准，结合康師傅的“红烧牛肉面”速食面形象，融合上海口味的咖喱牛肉汤调味。据上海襄城商会2021年统计，上海有2000多家襄城人开设的河南拉面店。

## 交通
- 311国道、 344国道过境。

## 教育
高级中学
- 河南省襄城高中，河南省首批示范性高中
- 襄城县实验高级中学，许昌市示范性普通高中
- 襄城县第三高级中学（许昌经济管理学校），融普通高中教育、中等职业教育和成人教育于一体的全日制综合性高中。始建于1987年，原名襄城县职业高中。[7]

## 文物古迹
- 襄城文庙，明代建筑，为全国重点文物保护单位。
- 襄城城墙，明代建筑，有春秋时期遗迹，属全国重点文物保护单位。
- 乾明寺，明至清建筑，是全国重点文物保护单位，始建于唐武德年间，有“中州第一禅林”之称。
- 紫云书院，明代全国八大书院之一。
- 柏宁岗五岳庙，道教庙宇建筑群，道教活动场所。